# Памятник Джузеппе Гарибальди (Буэнос-Айрес)
Памятник Джузеппе Гарибальди (исп. Monumento a Giuseppe Garibaldi) — памятник в районе Палермо, в Буэнос-Айресе, Аргентина. Стоит на Площади Италии, является конной статуей в честь известного борца за независимость Италии Джузеппе Гарибальди.
Статуя была подарена итальянской общиной города и была создана итальянским скульптором Эухенио Макканьяни, в мастерской расположенной в городе Брешиа, Италия. Он был открыт 19 июня 1904 года, а закладка камня в фундамент памятника состоялись за несколько лет до того, в 1898 году.
- Вид слева

## Также
- Площадь Италии